# Ma vraie vie à Rouen
Ma vraie vie à Rouen è un film del 2002 diretto da Olivier Ducastel e Jacques Martineau.
La pellicola narra un anno di vita del giovane Étienne, pattinatore artistico.

## Trama
Étienne, vive a Rouen con sua madre e sua nonna. Il suo desiderio principale è partecipare al campionato nazionale di pattinaggio artistico. Per il suo sedicesimo compleanno, la nonna gli regala una videocamera digitale, che inizia subito ad usare. Parte delle scene del film sono presentate allo spettatore dal punto di vista di Étienne tramite l'utilizzo della videocamera.
Étienne utilizza la videocamera per riprendere qualsiasi cosa attorno a lui: la sua famiglia, il suo insegnante Laurent, Ludovic, il suo migliore amico, sé stesso mentre pattina sul ghiaccio.
Diventa presto chiaro per Ludovic e per il suo insegnante di geografia che l'ossessione di riprenderli non ha solamente scopi artistici. Le tendenze omosessuali di Étienne diventano via via più chiare durante l'evolversi del film.
Anche se Étienne desidera che l'anno corrente sia l'"anno dell'amore", le cose non vanno come da lui desiderato: commette un errore durante la gara di pattinaggio e raggiunge solamente il secondo posto; e quando inizia con molta attenzione a parlare a Ludovic della possibilità di innamorarsi di un ragazzo, Ludovic se ne va.
Negli ultimi minuti del film lo scopo delle riprese video di Étienne diventa chiaro: sente che ha fallito negli obiettivi che si proponeva di raggiungere e, soprattutto, è rimasto ferito dall'astio di Ludovic. Étienne decide di gettarsi dalla scogliera registrando la scena con la videocamera per spiegare ai familiari le sofferenze che ha subito.
Nel momento cruciale, però, un ragazzo di passaggio nota la telecamera ed Étienne vicino al bordo della scogliera. La scena finale mostra Étienne con l'altro ragazzo, nel letto, con Étienne veramente felice per la prima volta.